# Veyisoğlu, Gökçebey
Veyisoğlu là một xã thuộc huyện Gökçebey, tỉnh Zonguldak, Thổ Nhĩ Kỳ. Dân số thời điểm năm 2011 là 429 người.